# Caligula arctica
Caligula arctica är en fjärilsart som beskrevs av Yang 1978. Caligula arctica ingår i släktet Caligula och familjen påfågelsspinnare. Inga underarter finns listade i Catalogue of Life.